# ICOM Simulations
ICOM Simulations era un'azienda produttrice di software con sede in Wheeling, Illinois, Stati Uniti d'America. È conosciuta soprattutto per aver creato la serie di videogiochi d'avventura chiamata MacVenture, tra i quali si ricorda il gioco Shadowgate Dopo la fondazione del 1983 furono prodotti alcuni videogiochi per Panasonic JR-200. I successivi prodotti furono per Apple Macintosh, incluso il debugger TMON e un programma di utilità per i lancio di applicazioni chiamato OnCue.

## Storia
ICOM Simulations fu fondata da Tod Zipnick nei primi anni ottanta col nome di TMQ Software. Con la serie MacVenture, la ICOM fu pioniera della tipologia di videogioco chiamata avventura grafica e, più tardi, dello sviluppo di CD-ROM multipiattaforma come, per esempio, Sherlock Holmes: Consulting Detective. Nel 1993 l'azienda fu acquisita dalla Viacom New Media, che però nel 1997 terminò la sua operatività. Rinominata come Rabid Entertainment la ICOM della Viacom fu smantellata nel 1998.
I diritti sul portfolio di software della ICOM sono della Infinite Ventures.